# 二階堂心
二階堂 心（にかいどう しん、1997年6月23日 - ）は、日本の俳優。日本芸術専門学校出身。

## 人物
- 2024年10月25日より、事務所移籍に伴い「長塚 拓海」から「二階堂 心」に改名[2]。

- 趣味はドライブ、釣り、弾き語り、古着など。古着屋での勤務経験があり、自身も業務として衣類のリメイクやズボンの縫製を担っていた。本人が展開するアパレルブランド『owl’s kid[3]』（アウルズキッド）では、生地の買い付け、裁断・縫製、梱包・発送に至るまでを自ら手作業で行う。

- 2025年7月30日リリース予定のシングル「こんなもん愛でしょう」で、CDデビューが決定している。[4]

- 食べ物の好き嫌いはほとんどないが、ショートケーキ(生クリーム)が苦手。

## 出演

### 舞台
- ブロードウェイ・ミュージカル「hairspray JR」（2016年） - コーニー・コリンズ 役[1]
- 東京ワンピースタワー ONE PIECE LIVE ATTRACTION 『MARIONETTE』（2019年4月 - 2020年7月） - ロロノア・ゾロ 役[5]
- ミュージカル『新テニスの王子様』 - 木手永四郎 役[6]
  - ミュージカル『新テニスの王子様』The Second Stage（2022年1月28日 - 2月6日、KAAT神奈川芸術劇場/2月11日 - 20日、TOKYO DOME CITY HALL/2月25日 - 27日、メルパルクホール大阪）[7]
  - Revolution Live 2022（2022年10月6日 - 10日、幕張メッセ）[8]
  - テニミュ秋の合同大運動会2023（2023年11月14日 - 15日、有明アリーナ）[9]
- ミュージカル『テニスの王子様』4thシーズン - 木手永四郎 役[10]
  - ミュージカル『テニスの王子様』4thシーズン 新キャストお披露目会（2024年11月16日、品川プリンスホテル ステラボール）[11]
  - ミュージカル『テニスの王子様』4thシーズン 青学vs比嘉（2025年1月11日 - 1月19日、日本青年館ホール/1月25日 - 2月2日、梅田芸術劇場 メインホール/2月8日 - 2月15日、TACHIKAWA STAGE GARDEN）[12]
  - ネルケプランニング30th ANNIVERSARY『ネルフェス2024』後夜祭！（2025年1月22日、TOKYO DOME CITY HALL）[13]
  - 青学vs氷帝（2025年7月6日 - 13日、Kanadevia Hall / 7月19日 - 27日、SkyシアターMBS / 8月1日 - 3日、土岐市文化プラザ サンホール / 8月15日 - 17日、久留米シティプラザ グランドホール / 8月23日 - 31日〈予定〉、日本青年館ホール）[14]
- ジュエルステージ『オンエア!』 - 青柳帝 役
  - ジュエルステージ「オンエア!」（2022年6月3日 - 12日、シアターGロッソ）[15]
  - ジュエルステージ「オンエア!」〜Unit Story side Re:Fly〜（2023年7月17日 - 8月6日、品川プリンスホテル クラブeX）[16]
  - ジュエルステージ「オンエア!」〜Unit Story side エメ⭐︎カレ〜（2023年7月16日 - 8月6日、品川プリンスホテルクラブ eX） - ゲストユニット出演
  - ジュエルステージ「オンエア!」〜Unit Stories H×D〜（2023年10月5日 - 10月29日、Theater Mixa） - ライブゲスト出演
- Dr.STONE THE STAGE 〜SCIENCE WORLD〜 - 金狼 役
  - Dr.STONE THE STAGE 〜SCIENCE WORLD〜（2022年7月9日 - 18日、サンシャイン劇場/7月21日 - 24日、AiiA 25 Theater Kobe）初演 ※一部日程公演中止[17]
  - Dr.STONE THE STAGE 〜SCIENCE WORLD〜（2023年9月2日 - 10日 ステラボール/9月15日 -18日、AiiA 2.5 Theater Kobe）再演[18]

- 特殊ミステリー歌劇 『心霊探偵八雲』 - 左近字宗介 役
  - 特殊ミステリー歌劇 『心霊探偵八雲』-思考のバイアス-（2023年3月2日 - 21日、Theater Mixa）[19]
  - 特殊ミステリー歌劇『心霊探偵八雲』-呪いの解法-（2024年2月21日 - 3月3日、品川プリンスホテル クラブeX）[20]
  - ネルケプランニング30th ANNIVERSARY『ネルフェス2024』後夜祭！（2025年1月22日、TOKYO DOME CITY HALL）[21]

- WBB vol.24『幻のイントルーダー』（2023年11月22日 - 12月3日、赤坂RED/THEATER）[22]
- Butlers' 歌劇『悪魔執事と黒い猫』〜薔薇薫る舞踏会編〜（2024年6月7日 - 16日、IMM THEATER） - ナック・シュタイン 役[23]
- ミュージカル『フラガリアメモリーズ』〜純真の結い目〜（2025年5月23日 - 6月1日、シアターH / 6月6日 - 8日、AiiA 2.5 Theater Kobe） - アルペック 役（映像出演）[24]
- コントやろうぜ！（2025年5月23日 - 25日、ブルースクエア四谷）[25]
- 舞台『忘却バッテリー』（2025年10月10日 - 19日〈予定〉、天王洲 銀河劇場 / 10月25日・26日〈予定〉、COOL JAPAN PARK OSAKA WWホール） - 桐島秋斗 役[26]

### オンラインイベント
- 双方向×没入型イベント カラダ探し オンライン（2022年10月14日 - 12月4日、配信） - 森浩介 役[27]

### PV
- ジュエルステージ「オンエア!」 Re:Fly『Fly High!』[28] - 青柳帝 役
- 関西観光情報　KANSAI GATEWAY　福井　with tabibito 長塚 拓海　三方五湖から鯖街道へ！魅力あふれる嶺南の旅[29]
- 関西観光情報　KANSAI GATEWAY　滋賀　with tabibito 長塚 拓海　ビワイチ（＝琵琶湖一周）の旅をプチ体験！[30]

### テレビドラマ
- 執事 西園寺の名推理（2018年） - ホテルマン 役[1]
- マジムリ学園（2018年） - 死神 役[1]

### 配信番組
- ながつかの控え室（2020年7月18日 - 2024年4月25日、ON STAGE）[31]
- 二階堂の爆裂スマイルch（2024年12月15日 - 、ニコニコチャンネル）[32]

### 本人名義イベント
- 長塚拓海オンライントークイベント（2022年12月17日、zoom）[33]
- 噂の長塚（2023年12月24日、恵比寿・エコー劇場）[34]
- 噂の長塚 爆誕祭（2024年6月29日、恵比寿・エコー劇場）[35]
- 二階堂心オンライン1on1 Vol.1（2025年3月15日、zoom）[36]
- NIKAIDO SHIN　birthday 2025（2025年6月8日、HallMixa）[37]
- 二階堂心の大喜利通信講座（※対面です）（2025年8月19日、せんがわ劇場）[38]

### イベント
- ONE PIECE LIVE ATTRACTION 10000回記念『MARIONETTE』トークショー&ライブショー（2019年12月20日、東京ワンピースタワー5F）[39]
- ミュージカル『新テニスの王子様』
  - The Second Stage Blu-ray&DVD発売記念イベント Byodoin10（2022年9月4日 関東近郊）[40]
  - テニミュ春の上映祭（2023年5月9日、Theater Mixa）[41]
- ミュージカル『テニスの王子様』4thシーズン
  - Blu-ray&DVD発売記念イベント（2025年9月7日 関東近郊）[42]
- ジュエルステージ『オンエア!』
  - ジュエルステージ「オンエア!」〜Unit Stories side Prid’s〜 アフタートーク（2022年11月13日、Theater Mixa） - ゲスト出演
  - ジュエルステージ「オンエア!」〜Unit Stories H×D〜 ミニトークショー（2023年10月19日、Theater Mixa）
  - ジュエルステージ「オンエア!」DVD発売記念イベント（2024年7月21日、アニメイト池袋本店 アニメイトシアター）
- 蔵田尚樹 25th Birthday Event ～シン・くらくらフェスティバル～（2022年7月31日、アトリエファンファーレ高円寺） - ゲスト出演
- くらくらhouse vol.1（2022年11月3日、グレースバリ横浜関内4F） - ゲスト出演
- くらくらhouse vol.2 少し早めのバレンタイン（2023年2月4日、グレースバリ横浜関内3F） - ゲスト出演
- 蔵田尚樹26th Birthday Event シン・くらくらフェスティバル（2023年6月4日、グレースバリ横浜関内4F） - ゲスト出演
- 樫澤優太 30th Birthday Event（2024年1月28日、CARATO 71） - ゲスト出演
- 三原大樹　27th Birthday Event（2024年3月10日、参宮橋シアタートランスミッション） - ゲスト出演
- 1st FAN EVENT　IMAI SHUNTO（2024年6月30日、from scratch） - ゲスト出演
- 宮内伊織27th Birthday Event～今日はみんなでチートデイ～（2024年7月7日、日仏会館） - ゲスト出演
- 楚南慧 first solo exhibition「Nan Nan」（2024年10月5日、AtelierY -原宿-）- ゲスト出演[43]
- HADO ACTORS CUP Vol.13（2024年11月26日、HADO ARENA お台場）[44]
- HADO ACTORS CUP Vol.14（2025年2月20日、HADO ARENA お台場）[45]
- 坂田大夢 24th Birthday Event 〜春一番〜（2025年3月9日、ザムザ阿佐ヶ谷）- ゲスト出演[46]
- 三原大樹 28th Birthday Event（2025年3月16日、コフレリオ新宿シアター）- ゲスト出演[47]
- 桜井一 FANMEETING Vol.01（2025年3月22日、TIAT SKY HALL）- ゲスト出演[48]
- ACTORS' SMASH（2025年4月12日、田園調布 せせらぎ館）[49]
- コントやろうぜ！アフタートークライブ（2025年5月25日、ブルースクエア四谷）[50]
- ACTORS☆LEAGUE in Futsal 2025（2025年10月7日〈予定〉、東京体育館 メインアリーナ）[51]

## ディスコグラフィ

### シングル
|                  | 発売日        | タイトル             | 規格   | 備考                                                |
| ---------------- | ------------- | -------------------- | ------ | --------------------------------------------------- |
| デビューシングル | 2025年7月30日 | こんなもん愛でしょう | CD+DVD | TBS『よるのブランチ』2025年8〜9月エンディングテーマ |

## 個人アパレルブランド「owl’s kid」
- 「俳優の作る服」をコンセプトに古着系ファッションアイテムを展開する。取り扱う商品は素材選びからデザイン、縫製、梱包・発送までを本人自らが行なうハンドメイド品。販売は不定期で、本人のインスタライブや個人配信番組で告知される。
- オリジナルのパンツをメインに、スカート、シュシュ、古着のリメイク品、タフティングのラグマットなどを取り扱う。